# Cípselo

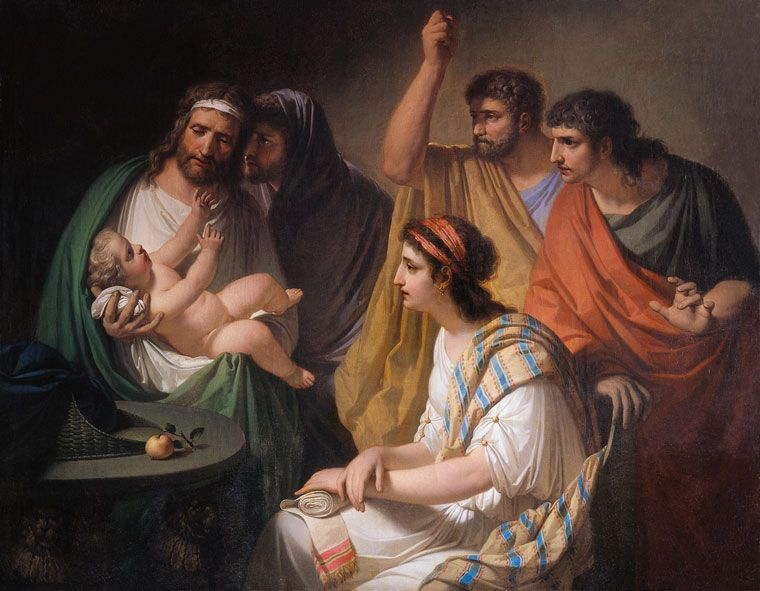
El niño Cípselo conmoviendo a los sicarios con su sonrisa, pintura de Franc Kavčič.

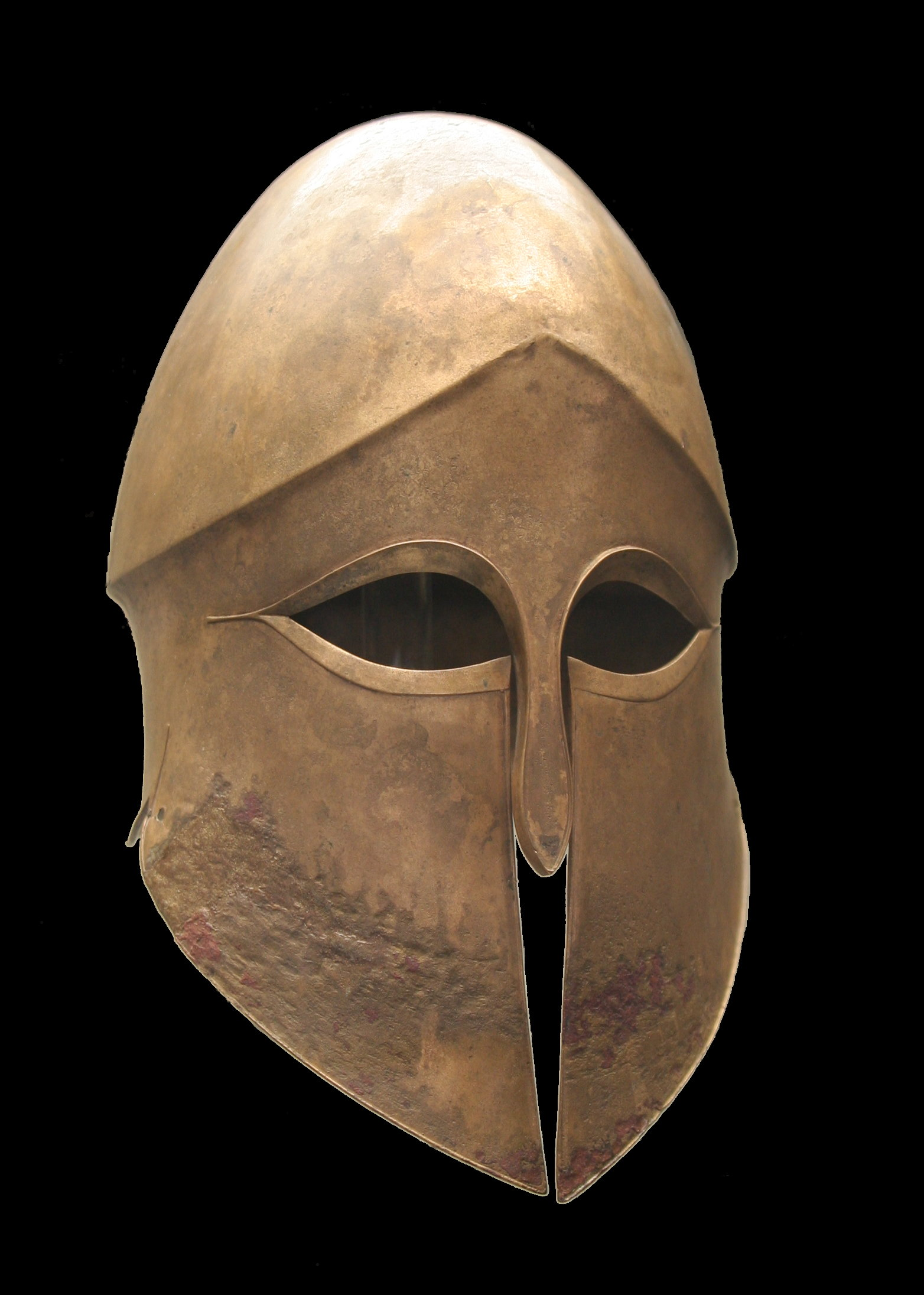
Casco corintio de bronce, datado entre el 500 y el 490 a. C.

Cípselo (en griego: Κύψελος/ Kýpselos «jarra» o «colmena» fue el primer tirano de Corinto, hijo de Eetión y de una noble corintia de la familia dórica de los Baquíadas llamada Labda. Su gobierno se extendió en el siglo VII a. C.

## Nacimiento
La madre de Cípselo no era muy agraciada, por lo que no pudo casarse con ningún miembro de la aristocracia. Su matrimonio con Eetión fue tranquilo hasta que un oráculo les dijo que tendrían un hijo que gobernaría Corinto con justicia. Enterada la familia de los Baquíadas planearon asesinar al niño, como prevención a su propia seguridad (dos oráculos les pronosticaron que un hijo de Eetión les derrocaría). Los sicarios que enviaron le salvaron la vida conmovidos por su sonrisa. Un segundo intento también resultó infructuoso porque escondieron a Cípselo en una arca o cofre de cedro, motivo del cual deriva su nombre.

## Tirano
Cuando Cípselo llegó a adulto, fue nombrado polemarca, por el arconte encargado del ejército. La guerra que Corinto mantenía con Córcira y Argos estaba resultando muy impopular para el gobierno de los Baquíadas, circunstancia que aprovechó para erigirse en adalid de la causa de los plebeyos e iniciar una rebelión en la que expulsó a los Baquíadas, tras la que se proclamó tirano de la ciudad. 
Al principio de su reinado cometió algunos crímenes para contrarrestar la oposición que le hacían los anteriores gobernantes, pero después fue un rey muy querido por su pueblo, sintiéndose tan seguro en su ciudad que rehusó llevar guardia personal (de hecho, falleció de muerte natural). Su reinado se prolongó durante treinta años, y fue sucedido por su hijo Periandro, bajo su mandato ocurrió el regreso de Arión salvado por un delfín.
De él dijo Heródoto, resumiendo su reinado:

«Y, una vez erigido en tirano, he aquí la clase de hombre que fue Cípselo: desterró a muchos corintios, a otros muchos los privó de sus bienes y a un número sensiblemente superior de la vida. Cípselo ejerció el poder por espacio de treinta años y su vida fue afortunada hasta el final, sucediéndole en la tiranía su hijo Periandro».

## Legado
Fomentó el comercio con las colonias del sur de Italia, por lo que acumuló gran riqueza, haciendo a su corte una de las más magnificientes del momento. Construyó en Delfos el Tesoro de los corintios, que adornó con una palmera de bronce. También erigió una estatua de Zeus en Olimpia, por la que tuvieron los adinerados de Corinto que pagar un impuesto especial durante diez años. 
El cofre en el que se salvó de niño, ricamente decorado, fue conservado durante generaciones por sus supuestos descendientes, quienes lo dedicaron al templo de Hera en Olimpia, donde Pausanias afirmó haberlo visto y descrito meticulosamente.
Cípselo de Corinto tuvo cuatro hijos: Periandro, su sucesor, Cípselo, Licofrón y Psamético.